# باس، شهرستان کیسی، کنتاکی
باس (به انگلیسی: Bass) یک منطقهٔ مسکونی در ایالات متحده آمریکا است که در شهرستان کیسی، کنتاکی واقع شده‌است. باس ۳۰۶٫۰۲ متر بالاتر از سطح دریا واقع شده‌است.